# 王妚东
王妚东（1921年—？），女，广东白沙（今属海南）人，中国政治人物，曾任海南行政区妇联主任，第三届全国人大代表，第五届全国政协委员。